# Гаас, Юлиус
Юлиус Гаас (чеш. Július Haas; 28 сентября 1948, Жилина, Чехословакия) — чехословацкий хоккеист, защитник. Чемпион мира и Европы 1972 года, бронзовый призёр чемпионата мира и Европы 1970 года.

## Биография
Юлиус Гаас начал свою хоккейную карьеру в команде «Слован Братислава». С 1967 по 1977 год играл в чемпионате Чехословакии за «Слован», 5 раз становился призёром чехословацкой лиги. В 1977 году впервые сменил клуб, отыграл один сезон за «Жилину». В 1978 году перешёл в «Топольчани», в котором отыграл последний сезон своей игровой карьеры. После окончания карьеры тренировал словацкие команды.
Помимо клубов выступал за сборную Чехословакии с 1969 до 1975 года. В составе чехословацкой сборной — чемпион мира и Европы 1972 года, бронзовый призёр чемпионата мира и Европы 1970 года.

## Достижения
- Чемпион мира и Европы 1972
- Чемпион Европы среди юниоров 1968
- Бронзовый призёр чемпионата мира и Европы 1970
- Серебряный призёр чемпионатов Чехословакии 1970 и 1972
- Бронзовый призёр чемпионатов Чехословакии 1969, 1971 и 1973

## Статистика
- Чемпионат Чехословакии — 339 игр, 172 шайбы
- Сборная Чехословакии — 45 игр, 21 шайба
- Всего за карьеру — 384 игры, 193 шайбы